# Seán Patrick O'Malley
Seán Patrick O'Malley (Lakewood, 29. lipnja 1944.) američki je katolički prelat koji je služio kao nadbiskup Bostona od 2003. do 2024. godine.
O'Malley je sudjelovao na papinskoj konklavi 2013. na kojoj je izabran papa Franjo. Tijekom konklave, O'Malley je smatran papabileom, izglednim kandidatom za izbor za papu.